# Основен камък
Основният камък (на иврит: אבן השתייה) е скала в основите на Купола на Скалата в Йерусалим.
Смятан е за най-свещеното място на юдаизма. Традицията го приема за духовната връзка между Небесата и Земята, а вярващите се молят с лице към него като мястото на Светая Светих на древния Йерусалимски храм.